# Martti Pokela
Martti Eliel Pokela (23 janvier 1924 à  Haapavesi – 23 août 2007 à Helsinki) est un compositeur, joueur de kantele et de musique traditionnelle finlandaise.

## Biographie

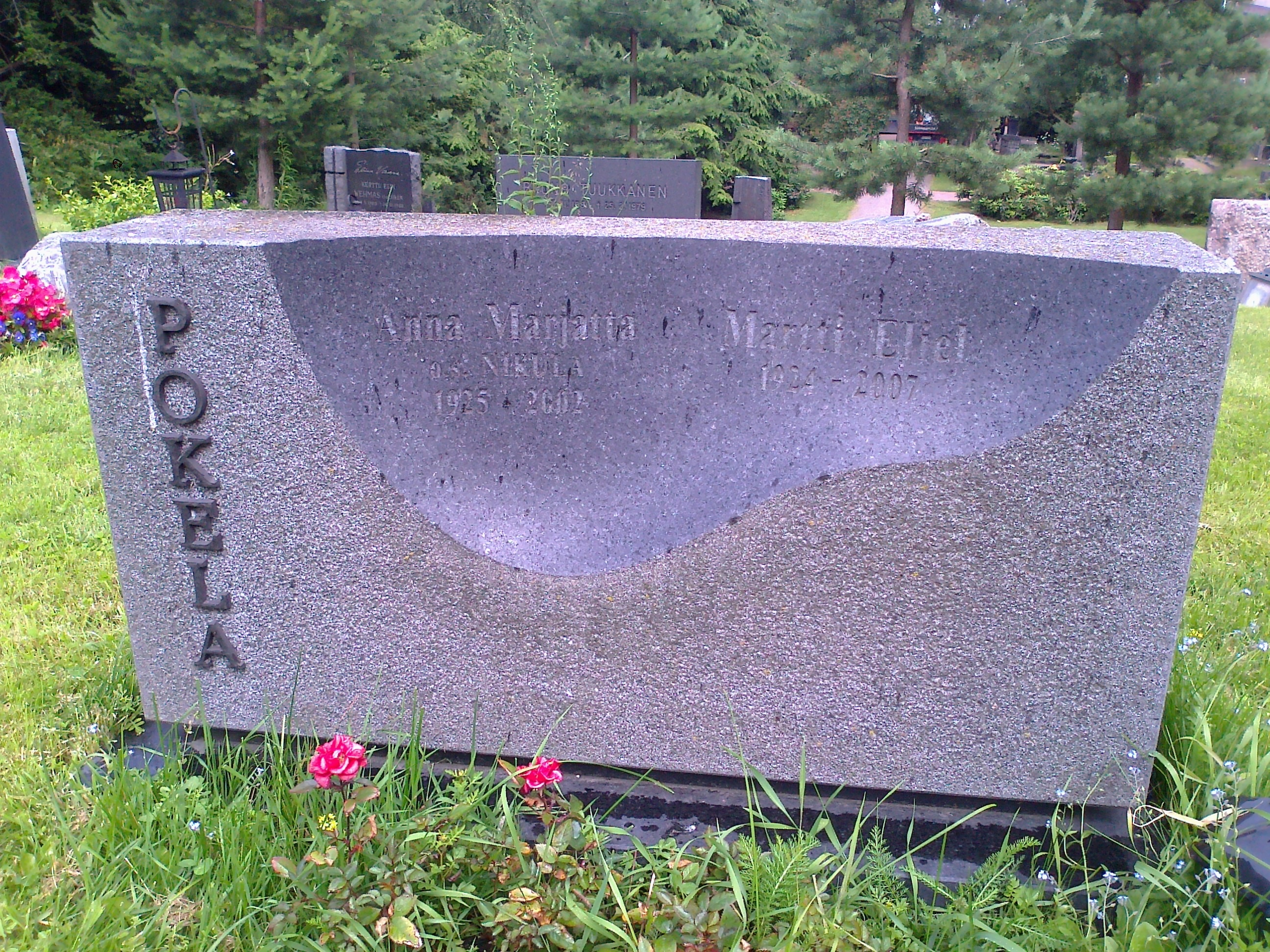
Tombe de Martti Pokela sur la colline des artistes du cimetière d'Hietaniemi.

Il naît le 23 janvier 1924 à Haapavesi et meurt le 23 août 2007 à Helsinki.
Il est diplômé d'agronomie de l'université d'Helsinki en 1955.
Pendant ses études il joue du violon, puis il apprend la guitare et enfin le kantele. 
Il joue avec sa femme, Marjatta Pokela dès ses premiers concerts publics de musique traditionnelle et ils continuèrent ainsi pendant 25 ans.
Il devient professeur de musique traditionnelle à l'Académie Sibelius en 1975. 
Il prend sa retraite en 1987 mais continue à jouer en famille avec ses 3 enfants et ses 13 petits enfants.
Sa fille Eeva-Leena Pokela suit sa piste comme chanteuse et joueuse de kantele.
Il réalise son dernier disque à 81 ans : Improsette by Martti Pokela (2005).

## Compositions

### Pour soliste ou ensemble de Kantele
- Yrttejä (1959)
- Joutsenen tanssi (vers 1965)
- Peijaiset (vers 1969)
- Seitakivi (vers 1969)
- Vanha pelimanni (vers 1978)
- Kakkoskiperä (vers 1978)
- Rauta ja rasia (1986)
- Quo? (1990)
- Sonata nro 1 (1991)
- Pour Elam (1992)
- Elegia (1992)
- Kuutelokiviä (1992)
- Mosso tinto (1992–1993)

### Autres compositions pour ensemble
- Piru kellotapulissa (1988)
- Aquas (1990)
- Velocimente (1992)
- Suo (1992–1993)

### Pour orchestre
- Coos (1989) pour Kanetle et orchestre de chambre avec Matti Kontio

### Ballets
- ballet Tuulikumpu (1968) avec Bengt Enryd
- ballet Sauna (1968) avec Reijo Jyrkiäinen

### Musique de film
- Antti Puuhaara (1977) avec Kari Rydman

## Discographie
- Best of Kantele (1995)
- Sonata For Kantele (1996)
- Snow Kantele (1998)
- Improsette by Martti Pokela (2005).

## Partitions
- Järvinen, Sinikkka (ed.): Viisikielisen kanteleen ohjelmistoa III: Compositions de Martti Pokela. Kaustinen: Kansanmusiikki-instituutti, 1989.
- Kontio, Matti: Coos: Koneistokanteleelle ja kamariyhtyeelle. Compositions de Matti Kontio et Martti Pokela.
- Pokela, Martti: Hiidenkirnu: Sävellyksiä ja sovituksia koneistokanteleelle. Transcription par Hannu Syrjälahti. Helsinki: Fazer, 1986.
- Pokela, Martti: Seitakivi: Lapinaiheisia sävellyksiä ja sovituksia koneistokanteleelle. Transcription par Hannu Syrjälahti. Helsinki: Fazer, 1986.
- Väänänen, Timo (ed.): Yhteiset sävelet: Martti Pokelan sävellyksiä konserttikanteleelle. Académie Sibelius, 2004.  (ISSN 1455-2493)

## Prix et reconnaissance
Il est nommé professeur en 1980, et reçoit en 2001 le prix national de composition. 
L'académie Pokela est fondée en son nom à Haapavesi.
Il est membre d’honneur de l'association de Kantele (Kanteleliitto) dont les membres d'honneur furent: Sulo Huotari, Ulla Katajavuori, Otto Koistinen, Anneli Kuparinen, Heikki Laitinen, Martti Pokela, Hannu Saha, Ismo Sopanen, Marjatta Sopanen, Geza Szilvay, Anneli Toiminen, Samppa Uimonen et Ellen Urho.